# Energiewaffe
Als Energiewaffen (englisch directed-energy weapons, kurz DEW) oder Strahlenwaffen wird im Allgemeinen eine neue Generation von Waffensystemen bezeichnet, die mit gebündelter Energie militärische Ziele außer Funktion setzen, schädigen oder vernichten kann. Im Besonderen können damit auch Laserwaffen und Plasmakanonen gemeint sein.

## Technik und Einsatzmöglichkeiten
Die Energie dieser Waffen kann in unterschiedlichen Formen übertragen werden: durch elektromagnetische Strahlung (meist (Hochenergie)-Laser oder Maser, aber auch als Blendwaffe), durch Partikel, die Masse besitzen (Partikelstrom-Waffen), oder durch Schallwellen (Ultraschall-Waffen).
Zudem werden (Hochleistungs- oder Hochenergie-)Laser und Plasmakanonen, die als Weltraumwaffen eingesetzt werden, aber auch fokussierte Mikro- und Schallwellen zu den Energiewaffen gezählt.
Forschung und Entwicklung begannen, soweit bekannt, in den USA. Wesentlicher Impuls für diese Forschung war die 1983 von US-Präsident Ronald Reagan verkündete Strategic Defense Initiative. Ab 1993 wurde sie unter Präsident Bill Clinton auf die bodengestützte Abwehr von Interkontinentalraketen durch Anti-Raketen-Raketen reduziert und bis heute weitergeführt. Im Jahr 2022 testen auch Deutschland und Israel Hochenergielaserwaffen. Die USA stellten 2022 den aktuell stärksten Laser der 300-Kilowatt-Klasse in Dienst.
Energiewaffen werden neben dem militärischen Einsatz auch für den Bereich der nicht-tödlichen Waffen propagiert. Obwohl es Überschneidungen gibt, können die beiden Begriffe nicht einfach gleichgesetzt werden, da Directed Energy Weapons oft nur aufgrund einer bewusst kurzen Impulszeit oder reduzierter Strahlung eine nicht-tödliche Wirkung haben. Gezielt und von ihrer eigentlichen Einsatzdoktrin abweichend gegen Menschen oder Fahrzeuge eingesetzt, können sie zu Verletzungen oder zum Tod führen.
Darüber hinaus können Energie- oder Strahlenwaffen auch dazu eingesetzt werden, um durch Sprengminen unbrauchbares (vermintes) Land (oder auch allgemeiner verbrannte Erde) wieder nutzbar zu machen oder etwa auch um Weltraumschrott zum Wiedereintritt zu bringen und so derartige Gefahren (auch) für die (zivile) Raumfahrt zu entfernen.

## Hochleistungs- oder Hochenergie-Laser (HEL)

### Bodengestützte Laser

#### Stationäre Systeme

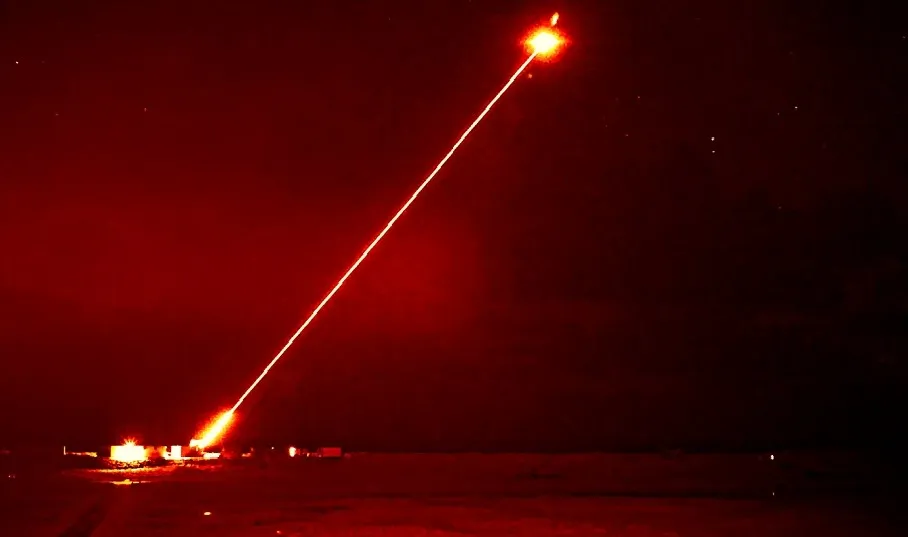
Britisches DragonFire Luftabwehrsystem

Zu den Energiewaffen gehören bodengestützte Hochenergie-Laserwaffen. In solche Waffensysteme werden vor allem von den USA beträchtliche Summen investiert. Bekannt ist unter anderem das Starfire-Optical-Range-Observatorium des Directed Energy Directorate auf der Kirtland Air Force Base, New Mexico.
Am 6. September 1985 wurde im Rahmen des LTH-l-Tests (von englisch Lethality and Target Hardening, zu dt. etwa Tödlichkeit und Zielhärtung) für die Strategic Defense Initiative Organization (SDIO) das High Energy Laser Systems Test Facility in Betrieb genommen. Es ist auf dem White-Sands-Raketentestgelände aufgebaut und beherbergt u. a. den Mid-Infrared Advanced Chemical Laser (MIRACL) auf Deuteriumfluorid-Basis. Mit einer Wellenlänge von 3,8 Mikrometer und Leistungen im Megawatt-Bereich war er zeitweise angeblich der stärkste in den USA betriebene Laser. Gesteuert wird der MIRACL unter anderem mit dem für die US-Marine entwickelten SEALITE Beam Director. Dieser soll das Laserlicht präzise auf definierte Bereiche etwa eines fliegenden Ziels bündeln können. Das Pulsed Laser Vulnerability Test System in White Sands dient dazu, taktische US-Systeme auf deren Verwundbarkeit und Anfälligkeit durch gerichtete Energie zu untersuchen. Die Large Vacuum Chamber (LVC, 16,5 Meter Durchmesser) schließlich kann ein Vakuum herstellen, wie es in 100 Kilometern Höhe herrscht.

#### Mobile Systeme
USA

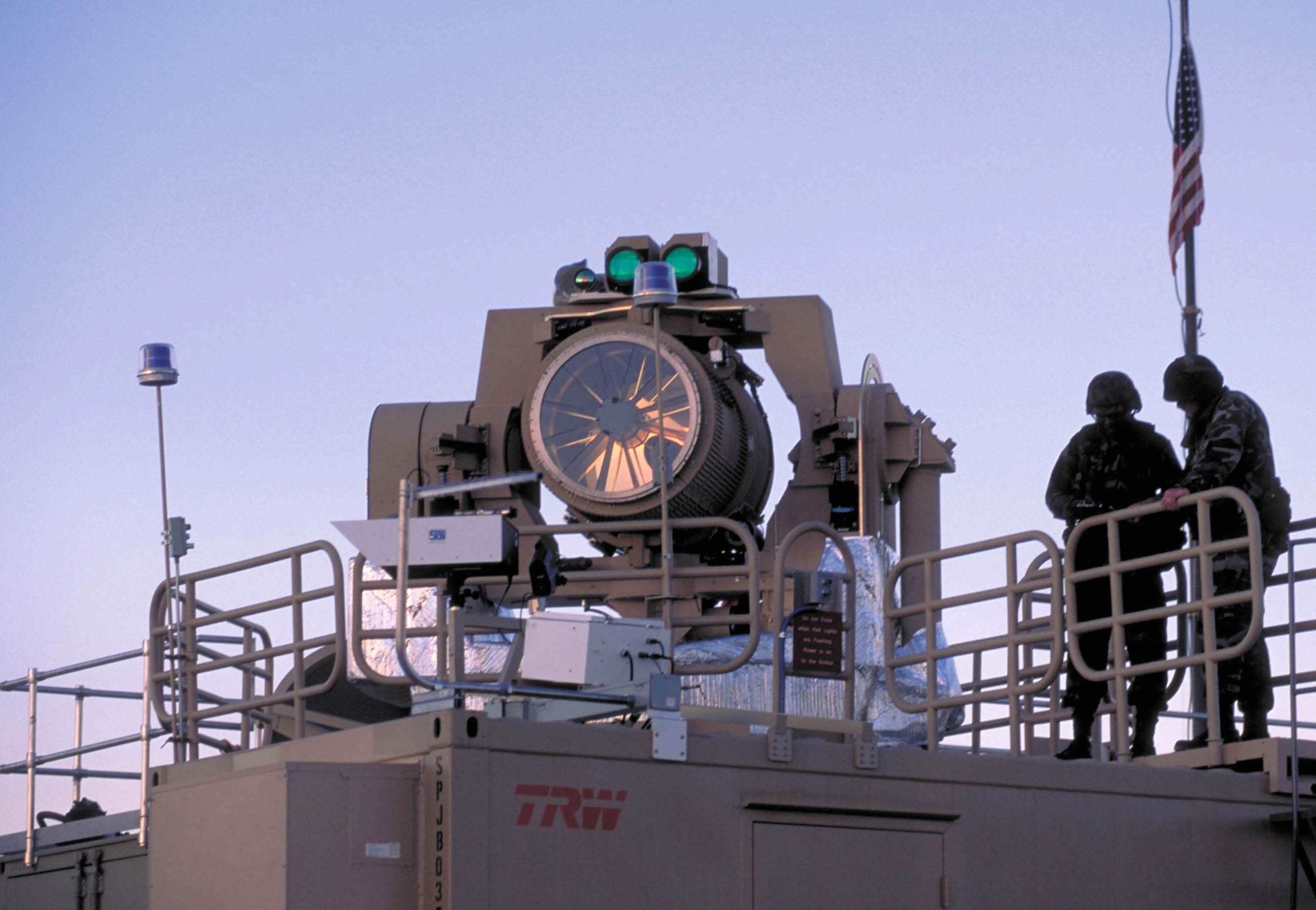
Tactical High Energy Laser (THEL).

Der sogenannte Tactical High Energy Laser, kurz THEL (englisch für Taktischer Hochenergie-Laser), war ein Projekt zur Entwicklung eines hochenergetischen Laser-Waffensystems, welches Komponenten der Laserstrahl-Technologie mit Sensorik und Ausrichtungstechnologie zu einem aktiven Verteidigungssystem gegen Beschuss durch Artilleriewaffen verbinden sollte. Die Entwicklung wurde nach zehn Jahren eingestellt. Die offizielle Begründung lautete, dass die Kosten zu hoch gewesen seien. Auch waren die Abschussquoten minimal und die Geräte zu groß und unbeweglich.
Im März 2015 erprobte der amerikanische Rüstungskonzern Lockheed Martin das Advanced Test High Energy Asset (kurz Athena), welches mehrere Einzellaser zu einem 30-kW-System bündelt. Dabei gelang es auf eine Entfernung von 1,6 Kilometer den Motorblock eines aufgebockten Fahrzeugs zu zerstören. Nach Angaben von Lockheed Martin soll es sich um den leistungsstärksten Laser seiner Art handeln.
Die US Army will mobile Laser vor allem zum Schutz vor Artilleriegeschossen und zur Nahbereichs-Luftabwehr, auch gegen Raketen und Marschflugkörper, einsetzen. Im März 2018 testeten das 2nd Cavalry Regiment und das 7th Army Training Command auf dem Truppenübungsplatz Grafenwöhr einen Fünf-Kilowatt-Laser auf einem Stryker Armored Vehicle unter Gefechtsbedingungen. Als nächster Schritt sollen Systeme mit 50 Kilowatt Leistung auf vier Stryker der Einheit installiert werden. Darüber hinaus hat die Army in ihren Auslandseinsätzen mehrfach Laserwaffen, die von Navy und Air Force entwickelt wurden, zur Vernichtung von Unkonventionellen Spreng- und Brandvorrichtungen genutzt.
 Sowjetunion 
Die Sowjetunion experimentierte in den 1980er-Jahren mit Laser-Waffenkomplexen vom Typ X-2 M und B-1 auf Basis des MAZ-543M und dem luftgestützten Laserwaffensystem A-60 Ladoga. Geschossen wurde dabei jeweils auf die Zieldrohne Lawotschkin La-17. Ein Programm beschäftigte sich auch damit ein DOS-7K Raumstation mit Laser zur Satellitenbekämpfung auszurüsten.
Deutschland
Im Jahr 2010 testeten sowohl MBDA Deutschland als auch Rheinmetall Defence unabhängig voneinander 10-kW-Laser-Systeme. Diese sollen zur Flugabwehr und als C-RAM-Systeme (= Counter Rocket, Artillery, Mortar) verwendet werden können. Das System von Rheinmetall konnte dabei erfolgreich gegen nicht-gehärtete Ziele – eine Drohne im Flug und ein Schlauchboot – testweise eingesetzt werden. Der Konzern gab an, dass ein 100-kW-System in drei bis fünf Jahren einsatzbereit sein könnte. Über die Art der eingesetzten Laser wurde nichts bekannt gegeben. Im November 2012 gab die Firma Rheinmetall an, erfolgreich ein 50-kW-System getestet zu haben. Dabei handelte es sich um ein Verbundsystem aus zwei – mit einem Feuerleitgerät verbundenen – Waffen: einer 30-kW-Laserwaffe und einer 20-kW-Laserwaffe, die per Beam Superimposing Technology (BST) zusammen geschaltet wurden. Technisch könnte somit auch eine 100-kW-Laserwaffe realisiert werden. Auf eine Entfernung von 1000 m soll bei dem Waffentest ein 15 mm starker Stahlträger zerteilt und eine Drohne aus zwei Kilometern Entfernung zerstört worden sein. Im September 2012 gab die Firma MBDA an, dass „unter realen Umweltbedingungen das Tracking dynamischer Ziele sowie die Wirkung im Ziel auf eine Entfernung über 2300 m und einem Höhenunterschied von 1000 m erfolgreich gezeigt wurde.“ 2015 testete Rheinmetall einen fahrzeuggestützten Prototyp, dessen Präzision ausreichte, um eine Patrone am Gürtel eines Soldaten zu zerstören. Im August 2022 wurde auf der Ostsee vor Putlos erstmals ein 20-kW-Laserdemonstrator erfolgreich getestet, der von der Fregatte Sachsen gegen mehrere Drohnen im Nah- und Nächstbereich „im scharfen Schuss“ zum Einsatz kam.
Bis 2015 wurden die Laserforschungen offiziell von der Bundesregierung bestritten und waren auch nicht gegenüber dem Bundestag meldepflichtig, da das Budget der einzelnen Projekte unterhalb 25 Millionen Euro lag. Inzwischen wurden über 80 Millionen € in die Forschung investiert.
Volksrepublik China
Im November 2018 wurden auf der Internationalen Luft- und Raumfahrtausstellung in Zhuhai erstmals chinesische Hochenergie-Laser vorgestellt. Zum einen ein System der China Shipbuilding Industry Corporation, bei dem Zielerfassung und der Laser selbst auf einem dreiachsigen Lastwagen zusammengefasst sind. Dieses System ist dazu gedacht, kleine, niedrig fliegende Drohnen auszuschalten.
Das Laser-System LW-30 der China Aerospace Science and Industry Corporation besteht aus einem logistischen Unterstützungsfahrzeug, einem mit Radar ausgestatteten fahrbaren Kommandostand sowie einem oder mehreren Laser-Lastwagen. Das Radar erfasst anfliegende Mörsergranaten, präzisionsgelenkte Munition oder Drohnen auf große Entfernung, übermittelt die Information an das Laser-Fahrzeug, und dieses zerstört die Objekte in wenigen Sekunden.
Das LW-30 dient dazu, Objekte mit einem Radarquerschnitt von unter 1 m² zu zerstören, die auf einer Höhe von unter 1 km mit einer Geschwindigkeit von 200 km/h fliegen.
Libyen
Der erste reale Kriegseinsatz eines Hochenergie-Lasers (HEL) erfolgte im libyschen Bürgerkrieg. Ein mobiles Lasersystem des türkischen Rüstungsherstellers ASELSAN schoss eine Kampfdrohne vom Typ Wing Loong II der Chengdu Aircraft Industry Group in der Nähe von Misrata ab.

### Seegestützte Laser
Im April 2013 kündigte die US Navy auf ihrer Homepage an, auf der USS Ponce – sie operiert in der Straße von Hormus – einen Prototyp einer Laserkanone zu installieren. Das System kann Patrouillenboote und Drohnen ausschalten und soll später auch angreifende Raketen und Kampfflugzeuge zerstören können.
Dies kann als Warnung an den Iran gesehen werden, der nach US-Angaben seine militärischen Aktivitäten in der Region in aggressiver Weise ausweitet.
Seit dem November 2014 führt die US Navy mit dem durch das Office of Naval Research entwickelte LaWS (Laser Weapon System) Versuche und eine „operationelle Demonstration“ durch. Das LaWS wurde an Bord der Ponce installiert. Der Abschuss einer derzeit existierenden Boden-Luft-Waffe kostet pro „Schuss“ 400.000 US-Dollar. Ein LaWS-„Schuss“ soll 59 US Cent kosten. Bei LaWs handelt es sich um einen Festkörperlaser mit 30 Kilowatt Leistung.
Im Januar 2018 wurde bekannt, dass die USS Portland das LaWS von der stillgelegten USS Ponce erhält. Es wurden weitere Systeme bestellt, von denen auch die Arleigh Burke eines erhält. Insgesamt hat die Navy einen Auftrag in Höhe von 150 Millionen Dollar gezeichnet, der weitere Optionen für rund 942,8 Millionen USD umfasst.
Auf Grundlage der Erkenntnisse aus dem LaWS-Programm verfolgt die US Navy derzeit das Entwicklungsvorhaben Navy Laser Family of Systems (NLFoS). Es ist auf die Verteidigung von Flugzeugträgerverbänden gegen Flugkörper, Luftfahrzeuge und kleinere Überwassereinheiten ausgerichtet. Im Jahr 2021 soll das System High Energy Laser with Integrated Optical-dazzler and Surveillance (Helios) mit 60 Kilowatt Leistung aus dem NLFoS erstmals einsatzbereit werden. Ein weiteres System der Familie ist Solid State Laser–Technology Maturation system (SSL–TM), ein 150-Kilowatt-Laser, der für die Amphibischen Transportdocks der San-Antonio-Klasse vorgesehen ist. Der in seiner Leistung wohl deutlich kleinere Optical Dazzling Interdictor, Navy (Odin) soll auf Zerstörern verbaut werden.

### Weltraumgestützte Laser

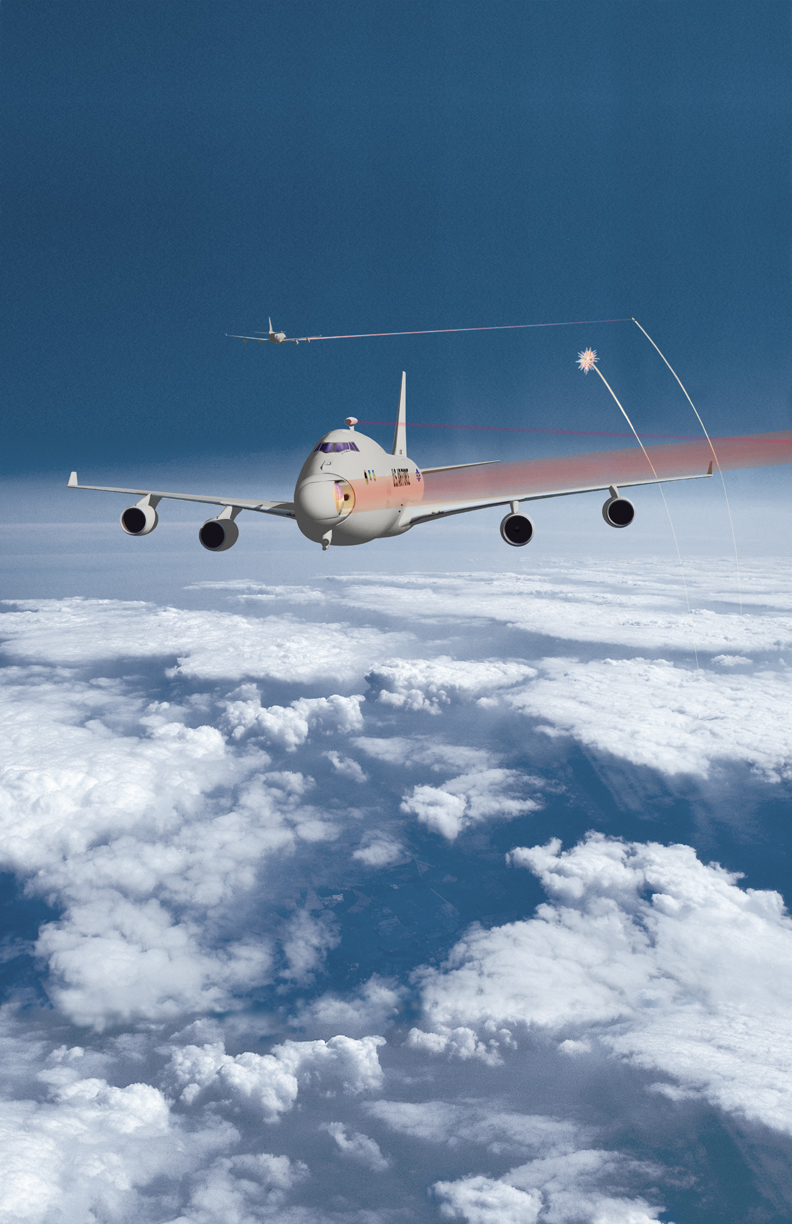
Grafik eines Airborne Laser (Boeing YAL-1 ABL) im Flug, wie er mit einem Megawatt-Laser eine hunderte Kilometer entfernte ballistische Rakete zerstört.

Auch weltraumgestützte Laser (englisch space based laser, kurz SBL) befinden sich in der Entwicklung. Führend ist hier unter anderem der US-Rüstungs- und Luftfahrtkonzern Lockheed Martin. Nach derzeitigem Stand ist ihre praktische Anwendbarkeit allerdings noch begrenzt. Das Hauptproblem ist die Bereitstellung der gewaltigen Mengen an Energie für einen wirksamen Einsatz. Aktuell werden chemische Laser für luft- und bodengestützte Systeme erprobt.

### Luftgestützte Laser
Die Entwicklung luftgestützter, aus Flugzeugen abgefeuerter Laser (Airborne Laser ABL), befindet sich in einem weit fortgeschrittenen Stadium; Hauptauftragsnehmer des US-Militärs auf diesem Feld ist der Konzern Northrop Grumman, der auch für den MIRACL in White Sands verantwortlich zeichnet. Sie sollen einen der Stützpfeiler der Nationalen Raketenabwehr der USA bilden. Auch für sie werden überwiegend vom Directed Energy Directorate entwickelte Technologien verwendet.
Die ersten Experimente mit einem luftgestützten Hochenergie-Laser (englisch high energy laser, HEL) wurden von der US-Luftwaffe zwischen 1975 und 1984 durchgeführt, wobei eine modifizierte Maschine vom Typ NKC-135A mit einem Kohlendioxid-Laser (Carbon Dioxide Gas Dynamic Laser, GDL) verwendet wurde. Trotz seiner technischen Begrenzungen soll das System des damaligen Airborne Laser Laboratory der USAF mehrere, üblicherweise sehr schnell fliegende AIM-9 Sidewinder und eine Drohne vom Typ BMQ-34A zerstört haben.
Ende Oktober 2006 wurde angekündigt, dass 2007 eine Boeing 747, genannt Big Crow („Große Krähe“), mit einem Lasersystem zur Raketenabwehr ausgestattet werden soll (Boeing YAL-1). Die ersten Tests des Lasersystems unter Luftkampfbedingungen waren für 2008 geplant. Die Weiterführung des Projektes wurde unter Verteidigungsminister Gates gestoppt.
2016 hat die amerikanische Luftwaffe (USAF) begonnen bis zu vier AC-130W „Gunships“ mit Energiewaffen auszustatten. Das Waffensystem soll eine Leistung zwischen 60 kW und 120 kW erhalten und soll gegen Fahrzeuge und Kommunikationssysteme am Boden eingesetzt werden. Gegenüber konventioneller Kanonenbewaffnung soll es v. a. durch dessen „Stealth“-Aspekte beim Waffeneinsatz (keine Licht- oder Schallemissionen) den Vorteil besitzen, dass das Flugzeug verborgen bleiben kann. Ähnliche Systeme sollen auch auf Drohnen (UAV) zum Einsatz kommen.
HEL-Systeme werden auch als Abwehrsysteme für Kampfflugzeuge der 5. Generation untersucht, um anfliegende Raketen zu blenden oder zu bekämpfen.

## Weitere Beispiele
- Pulsed Energy Projectile (PEP): Geschoss aus Plasma.
- Active Denial System (ADS): Mikrowellenwaffe, die Wasserwerfer ersetzen soll.
- ZEUS-HMMWV Laser Ordnance Neutralization System (ZEUS-HLONS): Zur Blindgänger-Beseitigung.
- Long Range Acoustic Device (LRAD)
- Sealite Beam Director (SLBD)
- Magnetfluss-Kompressions-Generator (magnetic flux compressors): Wird u. a. im Los Alamos National Laboratory erforscht.[32][33]